# Hummer Publishing
Hummer Publishing är ett mindre bokförlag med maritim inriktning. Förlaget bildades 2001 av projektledaren och författaren Stefan Docksjö och Co och ingår som en del av företaget Homarus. Den första boken de utgav var en presentbok, så kallad coffee table book, Mat under Segel - En historisk och kulinarisk resa. Medförfattare var bland andra kockarna Dan Lexö, Jan Boris-Möller, Bengt Petersen och skeppsredaren Dag Engström. 
Förlaget producerar även artiklar och fotograferar för pressen, samt innehar ett större bildarkiv med huvudsakligen båt- och skärgårdsbilder.

## Utgivna titlar, urval
- Mat under segel 2001 (tillsammans med Dan Lexö och Jan Boris-Möller)
- En smak av Småland 2003 (tillsammans med Jennie Jägeblad och Anna Karlsson)
- En smag af Småland (danska) 2004
- A taste of Småland (engelska) 2004
- Småland für Genießer (tyska) 2004
- Den svenska Västkusten 2004 (Seglingsguide)
- Götaland 2005 (Kampanj- och minnesskrift över Säve räddningshelikopter)
- Vatten 2005 (tillsammans med Ingrid Zetterlund-Persson och Emma Sahlén)
- Vann 2005 (tillsammans med Ingrid Zetterlund-Persson och Emma Sahlén)
- Nordisk Seglats 2006 (tillsammans med Britt Larsson)
- En smak av Bohuslän 2007
- Lust for life 2007
- Vatten 2008 (Del II) (tillsammans med Jannicke Moe och Rajendra Pachauri)
- Hodet over vann 2008 (tillsammans med Jannicke Moe och Rajendra K. Pachauri)
- Water for life 2008 (tillsammans med Jannicke Moe och Rajendra K. Pachauri)
- Stora Saluhallen (II) 2009 (tillsammans med  Lars O. Carlsson)

## Priser och utmärkelser
- Årets Pandabok (barn- och ungdomsklassen) 2006.

## Publicerade författare och skribenter, urval
- Jan Boris-Möller
- Sylvia Dahlén
- Stefan Docksjö
- Dag Engström
- Jennie Jägeblad
- Anna Karlsson
- Dan Lexö
- Bengt Petersen
- Ingrid Zetterlund-Persson
- Rajendra Pachauri
- Jannicke Moe

## Publicerade fotografer, urval
- Claes Axstal
- Stefan Docksjö
- Bengt Samuelsson
- Björn Wennerwald

## Publicerade illustratörer, urval
- Britt Larsson
- Emma Sahlén
- Monica Egeli